# Флаг Самбурга
Флаг муниципального образования село Самбург Пуровского района Ямало-Ненецкого автономного округа Российской Федерации — опознавательно-правовой знак, служащий официальным символом муниципального образования.
Флаг утверждён 28 декабря 2008 года и внесён в Государственный геральдический регистр Российской Федерации с присвоением регистрационного номера 4574.
В соответствии с постановлением Главы муниципального образования село Самбург от 26 марта 2010 года № 16 «О введении в действие официальных символов муниципального образования село Самбург», принятые Собранием депутатов муниципального образования село Самбург официальные символы были введены в действие 10 апреля 2010 года.

## Описание флага
Полотнище синего цвета с отношением ширины к длине 2:3 вдоль нижнего края которого проходит белая полоса с шириной в 1/4 ширины полотнища. Большая синяя часть полотнища несёт две сиреневые диагональные полосы шириной в 1/5 от длины полотнища, расходящиеся от середины верхнего края (где они, соединяясь, образуют угол, слегка срезанный краем полотнища) к нижним углам синей части; поверх границ полос помещено изображение оленя, а в левом верхнем углу полотнища — Полярной звезды, окружённой сиянием, выполненные белым и жёлтым цветами. По центру белой полосы помещено изображение синей рыбы. Обратная сторона зеркально воспроизводит лицевую.

## Символика флага
Серебряная Полярная звезда и острия вокруг (Северное сияние) символизируют собой северное положение села.
Пурпурное стропило как полугласная эмблема указывает на окрестные реки, имеющие в своих названиях основу «пур», и наименование Пуровского района к которому принадлежит муниципальное образование. Выход стропила за край полотнища указывает на близость речного устья.
Рыба указывает на богатство ею близлежащих рек.
Олень — указание на оленеводство как основное занятие населения.